# 斗六受天宮
斗六受天宮，是位於台灣雲林縣斗六市莊敬路的一座媽祖廟，其前身為落於火車站前太平路頭圓環旁的媽祖廟，創建於清康熙晚年（1720年前後，歷史不可考據），自稱為斗六街最早的媽祖廟，與永福寺合稱「街頭媽祖間，街尾觀音亭。」日治時期的1937年（或1938年）被日本人強制拆除，1973年始於現址重建。同為斗六的新興宮則歷史1796年起，有較完整的歷史脈絡與發展。

## 歷史

### 圓環前舊廟
斗六媽祖廟創建於清康熙末年，原址位於今斗六圓環雲林縣水利會，自為斗六街最早的媽祖廟。自今仍無法考據，乾隆元年（1736年），皇帝御賜重修受天宮，並列入官祀。賜題匾「敕建受天宮」，並欽點相國寺監院玄明法師住持宮務。乾隆十八年（1753年）於右側創建一所龍門書院，由於龍門書院興建，斗六門文士輩出，自乾隆二十五年至光緒二十年（1894年）的百餘年間，孕育了不少文科功名。 
姚公祿位碑位於北門受天宮內，高二尺許，寬一尺餘，道光二十八年（1848年）六月立碑。倪贊元所著《雲林采訪冊》中記載姚鴻謂：「居官廉明，安良除暴，嘗慮差役過多，藉端勒索，為之裁派差名，減輕差費，凡有益於地方之事，莫不認真整頓，以期成效，若夫倡修廟宇，捐建廟橋粱善事，猶其餘事，士民愛之，奉公祿位於受天宮。」（現位於受天宮三樓功德祠內。）
除了供俸縣丞姚鴻祿位之外，還是每年北港媽祖出巡蒞境的代表廟宇。 (斗六堡/風俗/歲時)二月二日，商賈各備牲醴祀福神，曰做牙；農家尤重，取古春祈之義。 每歲於是月，斗六街眾迎南北港天上聖母，供俸受天宮，焚香者不絕於道； 十餘日，乃迎神赴別堡 )可見當時受天宮於斗六門之香火鼎盛。
道光二十八年( 1848年 )，因受天宮建廟已超過百年，地方鄉紳沈長盛倡捐監修受天宮。
日治期間的明治三十九年（1906年）農曆二月二十九日，嘉義發生罕見大地震。廟宇經歷天災以及戰火摧毀下已如風中殘燭。地方仕紳吳貫世、吳盛金招募捐資三千元重修（當時公務人員薪水月俸為27元）。
日治後期實施皇民化政策。昭和十二年（1937年），日本政府禁止台灣一切漢系民間宗教，強加日本神道信仰；日人惟恐受天宮香火鼎盛而存民族意識，在隔年予以拆毀，寺廟財產全數充公；以昇天祭為由將神像予以燒毀，廟中神像大多難逃一劫。姚公祿位神牌以及石刻祿位捐典香田記事碑，均遭劫而下落不名，龍門書院亦遭池魚之殃。信徒急議將六尊開台媽祖迎請蔽避，並將紅契（受天宮建廟沿革）、田契（約三十公頃）、地契、資產等分成六分，委託媽祖會、角頭會主藏匿，才得已流傳至今。

### 斗六龍門書院
乾隆十八年(1753年)，於縣城北的受天宮內，創建了一所「龍門書院」
(受天宮遺址在今日斗六市圓環所在地。廟建於康熙末年，乾隆元年御賜國庫重修，列入官祀，民國二十七年(1938年)，日本在台灣強制執行「皇民化」運動，勵行通俗「信仰的寺廟神昇天政策時，遭劫而被拆毀，(龍門書院亦受池魚之殃)。
書院建地一分二釐九毫七絲(約380坪)之廣，分兩進南向，前進祀朱子文公，梓潼帝君，關聖帝君，後堂駟制字倉先聖，書院擁有學田十甲五分六釐，全是地方士紳捐獻，據傳書院的倡建，是居於林內的名宦奉政大夫大學士鄭萃俳等發起的，代動了地方讀書尚禮風氣，因此文風薈萃，私塾更是遍及各庄。
由於龍門書院興建，斗六門文士輩出，自乾隆二十五年(1760年)至光緒二十年(1894年)的百餘年間，產生了不少文科功名，晉翰林書院侍講學士的有鄭天球(鄭萃俳之子)，中進文進士官至吏部主政的有張覲光，中試文舉人的有吳兆亨等七人，鄉試文秀才上榜的多達三十一人，竟佔雲林秀才數的半數，足見斗六門書香風氣之盛。

### 新廟重建
民國60年（1971年）招募成立聖母會，志在重建日治時期被廢之受天宮。
民國62年（1973年）於莊敬路重建斗六受天宮，廟身土地由先賢葉碧東先生發願捐獻，建築工程浩大，悉賴十方各界捐獻，花費二十年時間形成廟貌。前殿五門雄偉綉面，前庭寬闊泥土平坦鋪蓋，正殿莊嚴乃主祀聖駕之寶座，上樓巍巍普陀岩，觀音佛祖坐中堂，善才良女侍立兩傍。興建工程到此已是完工告竣，宮宇巍峨，莊嚴富麗，信徒參拜絡繹不絕。